# Cucullia shuotsuensis
Cucullia shuotsuensis là một loài bướm đêm trong họ Noctuidae.